# Prostobuccantia
Prostobuccantia is een geslacht van buikharigen uit de familie van de Turbanellidae. De wetenschappelijke naam van het geslacht soort werd voor het eerst geldig gepubliceerd in 1991 door Evans en Hummon.

## Soorten
- Prostobuccantia brocha Evans & Hummon, 1991